# NGC 1026
NGC 1026 è una galassia lenticolare situata nella costellazione della Balena, a una distanza di circa 190 milioni di anni luce dalla nostra Via Lattea.

## Scoperta
La galassia è stata scoperta il 24 dicembre 1864 dall'astronomo tedesco Albert Marth.